# Col du Gutâi
Le col du Gutâi (roumain : pasul Gutâi, pasul Gutâiului) est un col de la chaîne des Carpates orientales aux pieds du massif du Gutâi, au nord de la Roumanie, dans le județ de Maramureș. Il relie le bassin de Sighetu Marmației, en Marmatie, au bassin minier de Baia Mare, chef-lieu du județ. Il s'élève à 987 mètres d'altitude.

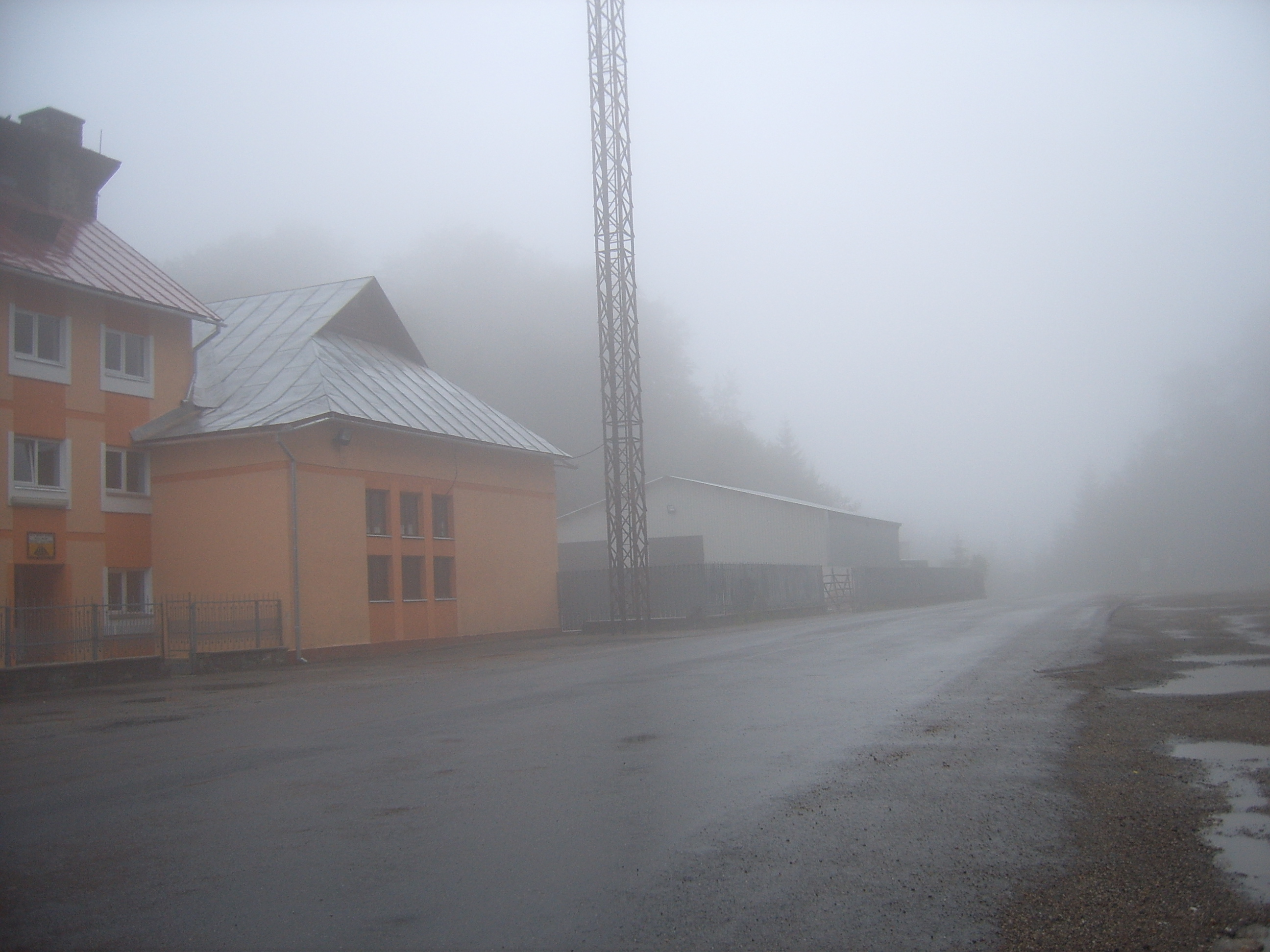
Une des auberges du col. La nuit, des ours et des loups carpatiques vérifient et trient le contenu des poubelles de la cuisine ; les touristes de passage prennent souvent les seconds pour des chiens errants.